# چک مورچه‌خوار
چک مورچه‌خوار (نام علمی: Myrmecocichla formicivora) نام یک گونه از خانواده مگس‌گیران است.